# Illés Ilona
Illés Ilona (Pécs, 1958. július 15. –) magyar bábművész, színésznő, a Bóbita Bábszínház örökös tagja.

## Életpályája
A Bábszínészképző Tanfolyamon 1982-ben kapott diplomát, és a pécsi Bóbita Bábszínházhoz szerződött, amelynek azóta tagja. 

„Eredetileg tanítónőnek készültem, de nagyon. Ma már nem bánom, hogy elcsábított ez a világ.”

2010-es évek elején a pécsi bábszínházban Csizmadia Gabriellával közösen létrehozták a Tipegő-Topogó Pöttömszínházat, amelynek előadásai 3 éves kor alatti gyermekeknek szólnak.
Férje: Bánky Gábor színész. Négy fiuk született: János, András, Dániel és Péter.

## Színházi szerepeiből
- Nyina Vlagyimirovna Gernet – Bánd Anna – Devecseri Gábor: Aladdin csodalámpája... Budur
- Alekszandr Szergejevics Puskin: Mese Szaltán cárról... szereplő
- Jevgenyij Vasziljevics Szperanszkij: Karácsonyéj... cárnő
- Rudyard Kipling – Vladicsina – Hollós R. László : A kiváncsi elefántkölyök... Elefántkölyök
- Csukás István: Ágacska... Ágacska
- Galántai Csaba: Csipkerózsika... Királynő
- Bánky Róbert: Irány a sárkány... Masnis lány
- Németh Ákos: Szélhajtyikóré, huss!... szereplő
- Varsányi Péter: A hollókirály... szereplő
- Tömöry Márta: Hamupipőke... Mesélő
- Heindl Vera: A szépség és a szörnyeteg... szereplő
- Tipegő–topogó... szereplő
- Icurka–picurka... szereplő
- Menjünk, menjünk Betlehembe!... szereplő
- Az elveszett szaloncukor... szereplő
- Mackókaland... szereplő

## Rendezéseiből
- Tipegő-topogó (csecsemőszínház)
- Kerekecske-gombocska (Csizmadia Gabival közös rendezés)
- Csip-csup mese (Csizmadia Gabival közös rendezés)

## Filmes, televíziós szerepei
- Cimbora Színház
- Diótörő
- Mula-tó (2014)